# Seznam norveških pianistov
Seznam norveških pianistov.

## A
- Leif Ove Andsnes
- Håkon Austbø

## B
- Ketil Bjørnstad

## D
- Isaj Dobroven

## F
- Magne Furuholmen

## G
- Håvard Gimse
- Ola Gjeilo
- Edvard Grieg
- Agathe Backer Grøndahl
- Tord Gustavsen

## H
- Jostein Hasselgård

## J
- Sigurd Jansen

## K
- Kjell Karlsen (1931-2020)
- Iver Kleive (organist/orglavec)
- Carsten Klouman

## L
- Morten Gunnar Larsen
- Robert Levin

## M
- Egil Monn-Iversen

## R
- Alexander Rybak

## S
- Mon Schjelderup
- Sigurd Slåttebrekk
- Natalia Strelchenko

## T
- Thomas Tellefsen
- Geirr Tveitt